# 9975 Takimotokoso
9975 Takimotokoso è un asteroide della fascia principale. Scoperto nel 1993, presenta un'orbita caratterizzata da un semiasse maggiore pari a 2,4622184 UA e da un'eccentricità di 0,1428271, inclinata di 1,04674° rispetto all'eclittica.